# Pholcoides
Genre
Pholcoides est un genre d'araignées aranéomorphes de la famille des Filistatidae.

## Distribution
Les espèces de ce genre se rencontrent en Inde, au Pakistan, en Afghanistan, au Tadjikistan et en Chine.

## Liste des espèces
Selon World Spider Catalog (version 23.5, 05/09/2022) :
- Pholcoides afghana Roewer, 1960
- Pholcoides chiardolae (Caporiacco, 1934)
- Pholcoides erebus Lin & Li, 2022
- Pholcoides monticola (Spassky, 1941)
- Pholcoides seclusa (O. Pickard-Cambridge, 1885)

## Systématique et taxinomie
Ce genre a été décrit par Roewer en 1960 dans les Pholcidae. Il est placé dans les Filistatidae par Huber en 2009.

## Publication originale
- Roewer, 1960 : « Solifugen und Opilioniden, Araneae, Orthognathae, Haplogynae und Entelegynae (Contribution a l’étude de la faune d'Afghanistan, 23). » Göteborgs Kungliga Vetenskaps- och Vitterhets-Samhälles handlingar, Göteborg, Ser. B, Matematiska och naturvetenskapliga skrifter, vol. 8, no 7, p. 1-53.